# 響片

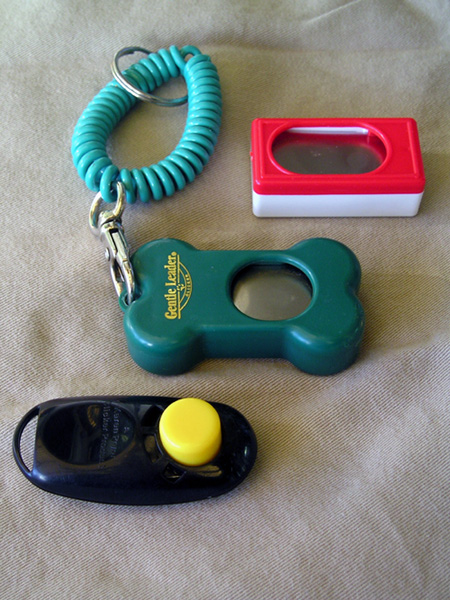
響片訓練 各式響片

響片（Clicker）或稱咔哒器，是任何可發出咔噠聲的物件。
響體通常是一片薄金屬或塑料，封在可讓響體微微鼓起的外殼裡。按壓按鈕使響體脫位回位的振動，即可發出清脆的咔噠聲。

## 訓練動物
如今響片被用於各種動物的訓練，最為常見的是狗兒的訓練。一個簡單的例子為當狗兒做出與指令相符的行為時，立即按響片並給予獎勵，即建立 「口令-期許行為-咔噠聲-獎勵 」的模式。重複一致的咔噠聲幫助訓練人標識狗兒期許行為的時間點，讓狗兒通過 「咔噠-獎勵 」建立「口令-期許行為 」的反射，方便狗兒理解指令。海洋哺乳動物訓練師Karen Pryor是第一位使用響片與動物溝通的。

## 其他用途
- 響片可為學生以TAGteach模式學習時提供聲音反饋。
- 霸王行动盟軍傘兵分辨敵我的暗號工具。遇到未明身份的士兵時，以一聲試探，如果對方以兩聲回應為友軍。
- 計數器
- 安裝在反曲弓上，達到額定拉距發出信號的部件。
- 一些圖版遊戲仿效遊戲節目蜂鳴器設計的響片。